# Kevin Sandoval Laynes
Kevin Armando Sandoval Laynes (Callao, Perú, 3 de mayo de 1997) es un futbolista peruano que juega como extremo o volante ofensivo y actualmente se encuentra en el Deportivo Garcilaso de la Liga 1.

## Trayectoria

### Carrera juvenil
Sandoval se formó en las divisiones menores del Sporting Cristal. Debido a la falta de oportunidad en el cuadro bajopontino, fue cedido a Ayacucho FC.

### Préstamo a Ayacucho FC
Sandoval hizo su debut profesional el 11 de marzo de 2017 en la derrota de Ayacucho FC por 1-0 ante Sport Rosario. Marcó su primer gol el 6 de abril de 2018 en la derrota por 2-3 contra Comerciantes Unidos.

### Vuelta a Sporting Cristal
Sandoval volvió a Sporting Cristal a mediados de 2019, teniendo más presencias en el equipo, además de jugar por primera vez la Copa Sudamericana y la Copa Libertadores ante Zulia FC y Barcelona SC respectivamente. El 27 de diciembre de 2020, el Club Sporting Cristal decide no renovar el contrato del jugador.

### Cienciano
Para la temporada 2021 se oficializó que jugaría en el cuadro cuzqueño para toda la temporada. En el 2021 logra clasificar a la Copa Sudamericana 2022.
En el 2024 logra clasificar a la Copa Libertadores 2025 con Melgar.

## Selección nacional
Sandoval formó parte de la selección de fútbol sub-23 de Perú que jugó en el Torneo Preolímpico Sudamericano Sub-23 de 2020.
El 28 de agosto de 2020, Sandoval fue incluido en el equipo preliminar de la selección absoluta para los partidos de clasificación para la Copa Mundial de Fútbol de 2022 contra Paraguay y Brasil.
El 1 de junio de 2021, fue parte de una lista de 10 jugadores que se sumaban a la lista preliminar de 50 jugadores, totalizando 60, para la Copa América 2021. Sin embargo no fue incluido en la lista final.

### Participación en Campeonatos Sudamericanos
| Torneo                     | Sede     | Resultado      | Partidos | Goles |
| -------------------------- | -------- | -------------- | -------- | ----- |
| Preolímpico Sub-23 de 2020 | Colombia | Fase de grupos | 4        | 0     |

## Estadísticas

### Clubes
Actualizado al 22 de octubre de 2024.
| Club | Div.             | Temporada        | Liga  | Liga  | Liga   | Copa nacional(1) | Copa nacional(1) | Copa nacional(1) | Internacional(2) | Internacional(2) | Internacional(2) | Total | Total | Total  | Prom. |
| Club | Div.             | Temporada        | Part. | Goles | Asist. | Part.            | Goles            | Asist.           | Part.            | Goles            | Asist.           | Part. | Goles | Asist. | Prom. |
| --- | ---------------- | ---------------- | ----- | ----- | ------ | ---------------- | ---------------- | ---------------- | ---------------- | ---------------- | ---------------- | ----- | ----- | ------ | ----- |
| Ayacucho F. C. Perú                                                                                       | 1.ª              | 2017             | 8     | 0     | 0      | —                | —                | —                | —                | —                | —                | 8     | 0     | 0      | 0.00  |
| Ayacucho F. C. Perú                                                                                       | 1.ª              | 2018             | 35    | 7     | 7      | —                | —                | —                | —                | —                | —                | 35    | 7     | 7      | 0.20  |
| Ayacucho F. C. Perú                                                                                       | 1.ª              | 2019             | 15    | 2     | 2      | —                | —                | —                | —                | —                | —                | 15    | 2     | 2      | 0.13  |
| Ayacucho F. C. Perú                                                                                       | Total club       | Total club       | 58    | 9     | 9      | 0                | 0                | 0                | 0                | 0                | 0                | 58    | 9     | 9      | 0.16  |
| Sporting Cristal Perú                                                                                     | 1.ª              | 2019             | 17    | 1     | 1      | 4                | 0                | 0                | 2                | 2                | 0                | 23    | 3     | 1      | 0.13  |
| Sporting Cristal Perú                                                                                     | 1.ª              | 2020             | 26    | 4     | 1      | —                | —                | —                | 2                | 1                | 0                | 28    | 5     | 1      | 0.18  |
| Sporting Cristal Perú                                                                                     | Total club       | Total club       | 43    | 5     | 2      | 4                | 0                | 0                | 4                | 3                | 0                | 51    | 8     | 2      | 0.16  |
| Cienciano Perú                                                                                            | 1.ª              | 2021             | 25    | 4     | 4      | 1                | 0                | 0                | —                | —                | —                | 26    | 4     | 4      | 0.15  |
| Cienciano Perú                                                                                            | 1.ª              | 2022             | 35    | 11    | 11     | —                | —                | —                | 2                | 0                | 0                | 37    | 11    | 11     | 0.30  |
| Cienciano Perú                                                                                            | 1.ª              | 2023             | 20    | 3     | 5      | —                | —                | —                | 1                | 0                | 0                | 21    | 3     | 5      | 0.14  |
| Cienciano Perú                                                                                            | Total club       | Total club       | 80    | 18    | 20     | 1                | 0                | 0                | 3                | 0                | 0                | 84    | 18    | 20     | 0.21  |
| F. B. C. Melgar Perú                                                                                      | 1.ª              | 2024             | 12    | 1     | 1      | —                | —                | —                | 1                | 0                | 0                | 13    | 1     | 1      | 0.08  |
| F. B. C. Melgar Perú                                                                                      | Total club       | Total club       | 12    | 1     | 1      | 0                | 0                | 0                | 1                | 0                | 0                | 13    | 1     | 1      | 0.08  |
| Deportivo Garcilaso Perú                                                                                  | 1.ª              | 2025             | 0     | 0     | 0      | 0                | 0                | 0                | —                | —                | —                | 0     | 0     | 0      | 0     |
| Deportivo Garcilaso Perú                                                                                  | Total club       | Total club       | 0     | 0     | 0      | 0                | 0                | 0                | 0                | 0                | 0                | 0     | 0     | 0      | 0     |
| Total en carrera                                                                                          | Total en carrera | Total en carrera | 193   | 33    | 32     | 5                | 0                | 0                | 8                | 3                | 0                | 206   | 36    | 32     | 0.17  |
| (1) Incluye datos de la Copa Bicentenario. (2) Incluye datos de la Copa Sudamericana y Copa Libertadores. |                  |                  |       |       |        |                  |                  |                  |                  |                  |                  |       |       |        |       |